# Michael Michele
Michael Michele Williams (Evansville (Indiana), 30 augustus 1966) is een Amerikaanse actrice.

## Biografie
Michele begon in 1988 met acteren in de televisieserie 1st & Ten. Hierna heeft zij nog meerdere rollen gespeeld in televisieseries en films. Hier is zij het meest bekend van haar rol als dr. Cleo Finch in de televisieserie ER waar zij in vijfenvijftig afleveringen speelde (1999-2002). 
Michele heeft een zoon (21 december 2004) uit een eerdere relatie. 

## Filmografie

### Films
- 2014 Delirium - als Elyse Hargrove
- 2009 Relative Stranger – als Charlotte
- 2007 Judy's Got a Gun – als Pamela Coates
- 2006 Company Town – als Bridget Wilson
- 2005 The Hunt for the BTK Killer – als rechercheur Baines
- 2003 How to Lose a Guy in 10 Days – als Judy Spears
- 2002 Dark Blue – als Beth Williamson
- 2001 Ali – als Veronica Porche
- 2000 Homicide: The Movie – als rechercheur Rene Sheppard
- 1998 Creature – als Tauna
- 1998 The Substitute 2: School’s Out – als Kara Lavelle
- 1997 The Sixth Man – als R.C. St. John
- 1991 New Jack City – als Selina
- 1990 Def by Temptation – als vrouw

### Televisieseries
Uitgezonderd eenmalige gastrollen.
- 2019 - 2022 Dynasty - als Dominique Devraux - 67 afl.
- 2017 - 2021 Queen Sugar - als Darlene - 6 afl.
- 2017 - 2018 Star - als Ayanna Floyd - 18 afl.
- 2016 - 2018 MacGyver - als Diane - 2 afl.
- 2011 Gossip Girl – als Jane – 4 afl.
- 2007 House – als dr. Samire Terzi – 2 afl.
- 2004 – 2005 Kevin Hill – als Jessie Grey – 22 afl.
- 1999 – 2002 ER – als dr. Cleo Finch – 55 afl.
- 1998 – 1999 Homicide: Life on the Street – als rechercheur Rene Sheppard – 22 afl.
- 1995 – 1996 Central Park West – als Nikki Sheridan – 21 afl.
- 1994 – 1995 New York Undercover – als Sandra – 12 afl.
- 1993 Trade Winds – als Maxine Phillips – miniserie
- 1992 – 1993 Dangerous Curves – als Holly Williams – 34 afl.

- Bibliothèque nationale de France: cb155530908 (data)
- International Standard Name Identifier: 0000 0001 1049 7389
- Library of Congress Control Number: no00032789
- Nationale Bibliotheek van Israël: 987008729384205171
- Nationale Bibliotheek van Polen: a0000001784856
- SNAC: w6ss1tbp
- Virtual International Authority File: 29845461
- WorldCat: E39PBJdmkpr4JrCfWkTxy6RqcP